# 泗洲乡
泗洲乡，是中华人民共和国湖南省郴州市桂阳县下辖的一个乡镇级行政单位。

## 行政区划
泗洲乡下辖以下地区：
桃源村、崔江村、小伏村、泗洲村、四友村、竹溪村、竹洞村、下阳村和上阳村。